# Fern der Heimat
Fern der Heimat (Originaltitel At Long Last Leave) ist die 14. Episode der 23. Staffel der US-amerikanischen Zeichentrickserie Die Simpsons und die 500. Episode insgesamt. Sie wurde zum ersten Mal am 19. Februar 2012 auf dem Sender Fox in den  Vereinigten Staaten ausgestrahlt. In dieser Folge entdeckt die Familie Simpson, dass sie jeder in Springfield satt hat. In einer heimlichen Stadtversammlung beschließen die anderen Einwohner, die Familie aus der Stadt zu werfen. Sie wird gewaltsam aus der Stadt verbannt und landet an einem unwirtlichen Ort, der Outlands (zu deutsch „Scherbenwelt“) genannt wird. Dort gelten keine Regeln und Vorschriften.  Anfänglich haben die Simpsons Heimweh. Als sich die Eltern heimlich in die alte Heimat schleichen, kommt es jedoch zu einer Konfrontation mit den anderen Stadtbewohnern. Die Eltern erkennen, dass sie lieber ohne feste Regeln, dafür mit wechselseitiger Achtung wie in den Outlands leben möchten. Nach und nach folgen alle anderen Einwohner ihrem Beispiel und errichten ein neues Springfield bei den Outlands um die Simpsons herum.

## Handlung
Wegen einer stadtweiten Sicherheitsübung zum Verhalten bei nuklearer Verseuchung sollen alle Einwohner von Springfield drei Stunden in ihrem Keller verbringen. Aus Langeweile bricht die Familie Simpson jedoch verfrüht auf, um die wegen der Übung menschenleere Stadt zu erkunden. Schließlich entdecken sie, dass eine außergewöhnlich große Anzahl an Autos vor der City Hall parkt. Die Familie muss erkennen, dass ganz Springfield zu einer geheimen Stadtversammlung zusammengekommen ist und gerade einstimmig beschlossen hat, sie aus der Stadt zu verbannen. Die Simpsons versuchen sich zu verteidigen; Bürgermeister Quimby führt jedoch an, dass Springfield wegen ständiger Aufräumarbeiten infolge von  Homers betrunkenen Eskapaden, Barts Streichen und Lisas Umweltaktivismus in Konkurs gegangen sei. Als Marge ein inniges Plädoyer hält und bittet, die Familie nicht zu verjagen, kanzelt Quimby sie ab: Sie sei die Schlimmste von allen, da sie ihre Familie trotz allem immer als positiv darstellen würde. Ned Flanders, der ebenfalls nicht zu der Geheimversammlung eingeladen war, trifft ein. Auch er versucht die Simpsons zu verteidigen. Doch Quimby lässt ihn hinauswerfen, sodass er klein beigibt.
Als die Simpsons offiziell aus Springfield verbannt werden, hält die Stadtbevölkerung eine große Feier ab. Die Familie fährt in der Nacht hinaus, ohne lange an einem Ort zu bleiben. In der Mitte von Nirgendwo trifft sie schließlich auf einen Mann, der sie an einen schmutzigen und heruntergekommenen Ort bringt, der „Die Outlands“ heißt. Hier gelten keine Regeln und Vorschriften. Die Bewohner sind mit dem Mangel an modernem Komfort beschäftigt und mit den Kojoten. Die Simpsons lassen sich dort nieder und gewöhnen sich an das neue Leben. Ihr Nachbar ist der mürrische, ebenfalls verstoßene Julian Assange, der dort das WikiLeaks-Hauptquartier betreibt.
Während sich der Rest der Familie an das neue Zuhause gewöhnt, hat Marge Heimweh nach Springfield. Daher schleichen Homer und sie eines Nachts verkleidet als Mr. Burns und Mr. Smithers in die Stadt zurück, veralbern Polizeichef Wiggum und schweifen die ganze Nacht betrunken durch die Stadt. Sie haben Sex im Bowlarama und in ihrem alten, verlassenen Haus. Allerdings hat Chief Wiggum ihre Verkleidung durchschaut und sammelt die Menschen zu einem Mob vor dem Haus der Simpsons, um Homer und Marge zu verjagen. Marge ist zunächst wütend auf den Mob, kommt aber dann zu einer anderen Ansicht. Sie erklärt, nicht mehr in Springfield leben zu wollen, weil sie einen Ort gefunden habe, an dem sie so akzeptiert werde, wie sie sei, und durch die anderen nicht vorverurteilt werde. Marge und Homer marschieren durch das sichtlich enttäuschte Publikum zurück zu den Outlands.
Dort hat sich die Familie an das karge Leben gewöhnt. Da entdeckt Bart, wie sich Carl und Lenny in den Ort schleichen. Sie erzählen, dass sie hier ein neues Leben beginnen wollen. Bald möchten auch Moe, Bürgermeister Quimby und alle anderen Einwohner Springfield verlassen, um in Outlands neu zu beginnen. Schon bald bewegt sich ganz Springfield nach den Outlands und baut dort eine neue funktionierende Stadt auf, die sie wieder Springfield nennen. Nur Rektor Skinner wurde im nun verlassenen Springfield zurückgelassen, bis Bart ihn in einem Helikopter abholt und ihn nach den Outlands fliegt. Auf dem Weg dorthin lässt er Skinner jedoch gegen diverse Hindernissen stoßen, worauf Skinner bemerkt: „Es ist gut, gemocht zu werden.“
Die Episode endet mit folgender Texttafel:
| „Thanks for 500 Shows. All we ask is that you go out and get some fresh air before logging on the Internet and saying how much this sucked.“ |  | „Danke für 500 Sendungen. Alles, was wir wollen, ist, dass ihr hinausgeht und ein bisschen frische Luft kriegt, bevor ihr euch ins Internet einloggt und sagt, wie beschissen das war.“ |

## Produktion

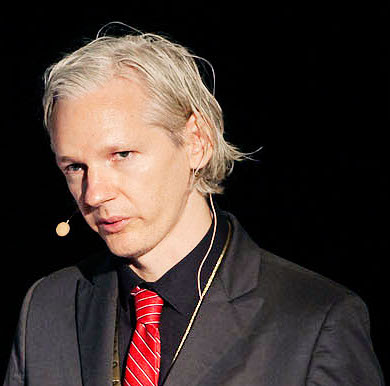
Julian Assange, der Gründer der Website WikiLeaks, erscheint in der Episode.

Fern der Heimat wurde von Michael Price geschrieben. Die Simpsons-Show Runner Al Jean beschrieb es als „a tribute to people who love the show.“ („eine Ehrung der Menschen, die die Sendung lieben.“) Als ein Fan von Musiktheater betitelte Price die Episode als Anspielung an Cole Porters Lied „At Long Last Love“. Price schrieb die Folge nicht zu dem Zweck, dass sie die 500. wird. Die Entscheidung dazu fiel, nachdem den Mitarbeitern klar wurde, dass die Geschichte eine Gelegenheit zur Rückschau auf die Historie der Simpson-Familie bot. Er sagte in einem Interview mit dem Channel Guide Magazin, dass er sich „deeply honored“ („tief geehrt“) fühlte, als seine Episode für den Meilenstein ausgesucht wurde. Wie von Price im Interview bestätigt, hat die Handlung der Episode Ähnlichkeiten mit dem 2007 erschienenen Film Die Simpsons – Der Film, in welchem die Simpsons gezwungen werden, nach Alaska zu fliehen, nachdem Homer durch die Verschmutzung des Sees die Bürger von Springfield verärgert. Allerdings kommentierte Price: “I think it’s different from the movie in that it sort of does reference back the entire history of the show, the collective experience of Springfield vis-a-vis the Simpsons, whereas the movie they were forced to run away due to that very specific Thing” („Ich denke sie [die Folge] unterscheidet sich vom Film, insofern sie sich auf die gesamte Geschichte der Serie rückbezieht, die kollektiven Erfahrungen Springfields mit den Simpsons, wogegen sie [die Simpsons] im Film gezwungen waren, eben wegen dieses spezifischen Anlasses wegzulaufen.“) Er stellte ferner fest, dass trotz der Ähnlichkeit „we [the staff] liked it enough to go with it anyway.“ („wir [die Mitarbeiter] es genug mochten, mit ihm trotzdem so weit zu gehen.“) Die Handlung wurde erstmals auf der Pressevorstellung auf der Comic-Con-Versammlung in San Diego am 23. Juli 2011, während eines Treffens der Besetzung und des Mitarbeiterstabes von Die Simpsons, vorgestellt.
Die Folge beinhaltet mehrere Gastauftritte. Die amerikanische Musikerin Alison Krauss und ihre Band Union Station zeichneten eine Bluegrassversion der Simpsons-Titelmelodie auf, die in der Episode und im Laufe des Abspanns gespielt wird. Kelsey Grammer und Jackie Mason erschienen ebenfalls in Cameos als Tingeltangel-Bob bzw. Rabbi Krustofski.
Der australische Aktivist Julian Assange, Gründer von WikiLeaks, erscheint als er selbst. Mehrere Zeilen von ihm wurden von der australischen Autorin Kathy Lette, die eine Freundin Assanges ist, geschrieben. Nach Lette: „Julian and The Simpsons producers asked me to rewrite his scene and dialogue. I guess they just wanted me to add a little Aussie irony to the script. Julian does not suffer from an irony deficiency! I used to write a sitcom for Columbia Pictures, the long-running series The Facts of Life, so the producers knew I could fire off a quip or two.“ („Julian und die Die Simpsons-Produzenten baten mich, seine Szene und seinen Dialog neu zu schreiben. Ich denke, dass sie ein wenig australische Ironie im Skript haben wollten. Julian selbst kann nicht über einen Mangel an Ironie klagen! Früher schrieb ich eine Sitcom von Columbia Pictures, die langlebige Serie The Facts of Life, also wussten die Produzenten, dass ich ein, zwei gute Witze auf Lager hab.“) Im Jahr 2012 stellte eine schwedische Behörde einen europäischen Haftbefehl aus, um Assange von Großbritannien nach Schweden auszuliefern und bezüglich sexueller Übergriffe zu verhören. Assange wurde in England verhaftet, bevor er auf Kaution bedingt freigelassen wurde, bis zur Entscheidung, ob er an Schweden ausgeliefert werden sollte oder nicht. Assange nahm daher seinen Text über das Telefon auf, während er unter Hausarrest in England war. Jean, die die Anweisungen für Assanges Auftritt aus Los Angeles gab, erhielt lediglich eine Telefonnummer und keine Information über den Aufenthaltsort des Aktivisten. Zusammen mit Jean fand der Die Simpsons-Schöpfer Matt Groening in einem Interview mit Entertainment Weekly heraus, dass Assange in der Sendung erscheinen will. Castingleiterin Bonnie Pietila wurde dafür die Aufgabe erteilt, Assange zu kontaktieren und sicherzustellen, dass das Erscheinen des Gasts in der Episode erfolgen kann. Assanges rechtliche Situation zur Zeit der Produktion der Folge wird nicht thematisiert. Jean kommentierte: „He’s a controversial figure, and there’s a good reason he’s controversial. There was discussion internally whether or not to have him on the show, but ultimately we went ahead and did it.“ („Er ist eine umstrittene Figur und es gibt einen guten Grund, dass er umstritten ist. Es gab interne Diskussionen, ob man ihn in der Show haben will oder nicht, aber schließlich gingen wir darüber hinweg und taten es.“) Groening sagte in einem Interview: „We [the staff] dare ourselves to do things and Julian Assange was a dare.“ („Wir [die Mitarbeiter] wagen uns Dinge zu tun und Assange war so ein Wagnis.“)

## Förderung

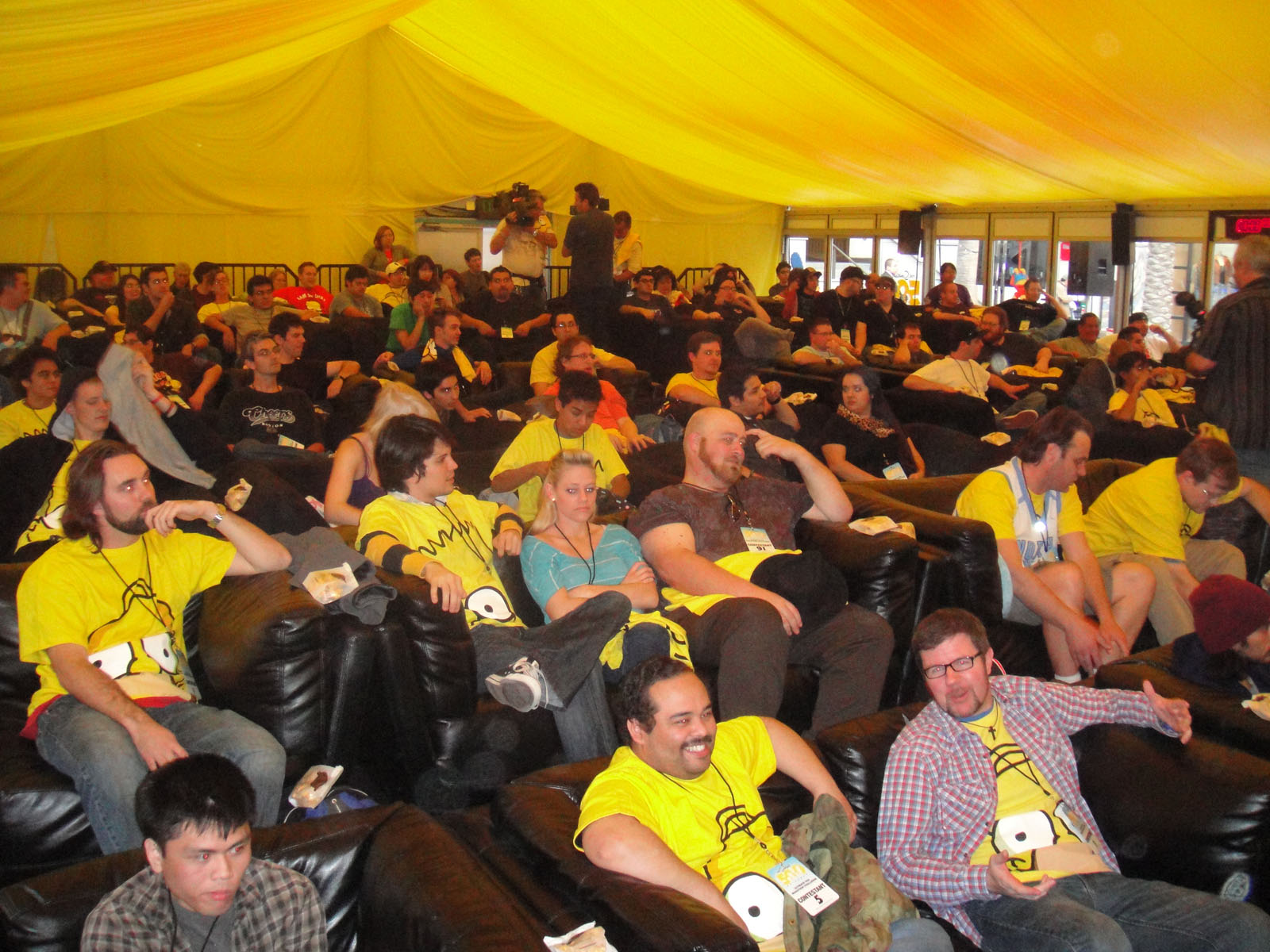
Fans der Die Simpsons wurden eingeladen, einen Marathon der Serie im Hollywood and Highland Center anzuschauen.

Um den Meilenstein der 500. Episode zu promoten, hat das Fox-Network, welches Die Simpsons sendet, versucht, den Guinness-Weltrekord für die am längsten andauernde Fernsehprojektion mittels einer Marathonvorstellung der Show-Episoden am Hollywood and Highland Center zu brechen. Der Rekord von 86 Stunden, sechs Minuten und 41 Sekunden wurde zuvor 2010 aufgestellt, als drei Menschen hintereinander alle Episoden der Serie der Fox-Sendung 24 schauten. Einhundert Fans wurden ausgewählt, am Simpsons-Marathon teilzunehmen. In einem Wettbewerb wurde der Fan mit der größten Ausdauer ermittelt. Die Vorstellung begann am 8. Februar 2012 mit „Es weihnachtet schwer“, der ersten Episode der Serie, und endete am 12. Februar mit „Bart hat die Kraft“, der elften Folge der elften Staffel. Nach diesen 86 Stunden und 37 Minuten wurde der Rekord gebrochen. Die zwei übriggebliebenen Zuschauer – Jeremiah Franco und Carin Shreve – gewannen den Wettbewerb und damit je 10.500 US-Dollar. Sie wurden zudem zur Feier anlässlich der 500. Folge eingeladen, welche am 13. Februar für Stab und Besetzung von Die Simpsons stattfand.

## Rezeption
Die Episode wurde ursprünglich am 19. Februar 2012 bei Fox Network in den Vereinigten Staaten veröffentlicht. Sie wurde im Laufe dieser Sendung von etwa 5,77 Millionen Menschen gesehen, bekam ein Nielson Rating von 2,6 und hatte einen Marktanteil von sieben Prozent. Die Rate stieg um 30 Prozent gegenüber der Vorgängerepisode, The Daughter Also Rises, an. Fern der Heimat wurde, beurteilt nach der Einschaltquote, zur meistgesehenen Sendung von Fox Animation Domination und endete mit einer höheren Zuschauerzahl als die neuen Episoden der vier Serien Family Guy (5,47 Millionen), American Dad (4,43 Millionen), Napoleon Dynamite (4,41 Millionen) und The Cleveland Show (2,61 Millionen). Die Sendung erreichte ebenfalls das zweithöchste Rating bei Sendungen von Erwachsenen im Alter von 18 bis 49, welche lediglich von den Family Guy-Episoden übertrumpft wurden, welche ein Rating von 2,8 erhielten.
Fern der Heimat hat insgesamt positive Bewertungen von Fernsehkritikern erhalten, besonders für den Couch Gag in der Eröffnungssequenz. Der Couch Gag beinhaltet eine Montagebild aller Einzelbilder der bisherigen Couch Gags, welches sich in ein Fotomosaik mit der Zahl „500“ verwandelt. The A.V. Club-Kritiker Hayden Childs schrieb, dass das „best thing about the 500th Simpsons episode is the opening couch montage, which hits the nostalgia bullseye almost perfectly.“ („Beste an der 500. Simpsons-Episode die Eröffnungscouch-Montage ist, welche nahezu perfekt ins Schwarze des Nostalgischen trifft.“) Hit-Fix-Kritiker Alan Sepinwall lobte den Couch Gag als „marvelous“ („fabelhaft“), anmerkend, dass es „actually made me choke up a bit.“ („mich sogar ein Stück weit aus der Fassung gebracht hat“). Sepinwall lobt: „Like many latter-day Simpsons outings, [it] features a story we've seen variations on several times before (including in The Simpsons Movie), but also features many funny jokes that affirm my belief that I'm happier to live in a world that keeps giving us new Simpsons episodes [...] than I will be in the one where that inevitably stops.“ („wie viele heutige Simpsons-Veröffentlichungen bringt [es] eine Geschichte, die wir in mehreren Variationen einige Male zuvor gesehen haben (einschließlich in Die Simpsons – Der Film), aber es beinhaltet ebenso viele lustige Witze, welche meinen Glauben bestärken, dass ich glücklicher bin, in einer Welt zu leben, welche uns weiterhin neue Simpsons-Episoden gibt [...], als dass ich in der bin, wo das zwangsläufig aufhört.“) Ähnlich wie Sepinwall schrieb Tim Goodman von The Hollywood Reporter: „I got a few laughs and that’s all I ever look for in The Simpsons these days. I just like knowing it’s still there. [...] It doesn’t have the spring in the legs quite like it used to. It’s not going to dazzle at the same spectacular rate. But even after 500 episodes, it still has a little something left.“ („Ich muss ein paar Mal lachen, und das ist alles, was ich zur Zeit von Die Simpsons erwarte. Ich bin es zufrieden, dass sie noch da sind. [...] Es ist nicht mehr so viel Pfeffer im Hintern wie früher drin. Es glänzt nicht mehr in der gleichen spektakulären Dichte. Aber selbst nach 500 Episoden ist noch ein wenig übrig.“) Goodman beschrieb den Couch Gag als „lovely“ („reizend“).
Matt Roush von TV Guide (Vereinigte Staaten) schrieb positiv über Fern der Heimat und beschreibt es als „keeper“ („Hüter“) und hob die „dazzling opening sequence“ („glanzvolle Eröffnungssequenz“) hervor. Er schloss damit, dass Die Simpsons „once again delivers the goods, proving itself to be a classic for our age and for the ages.“ („erneut das Hochwertige liefern und unter Beweis stellen, dass sie ein Klassiker für unsere Zeit und für lange Zeit sind.“) Childs war weniger erfreut und schrieb, dass die Episode „nothing special“ („nichts Besonderes“) sei, denn „all of the elements seem drawn from earlier stories“ („alle Elemente schienen aus vorhergegangenen Episoden entnommen worden zu sein“) und „only a few of the jokes rise to the lowered bar of latter-day Simpsons humor.“ („lediglich ein paar Witze erheben sich zum abgesenkten Niveau des heutigen Simpsons-Humors.“) Er fügte dennoch hinzu, dass „nothing in the episode goes outrageously wrong, either. There is little Family Guy-style stupidity and randomness, the satire is gently pointed inward, and the guest star, while splashy for his controversiality, does not hijack the plot—instead appearing for a single joke before vanishing.“ („nichts aber auch nichts in der Episode abscheulich daneben geht. Es sind kleine Dummheiten im Family Guy-Stil und Zufälligkeiten, die Satire ist behutsam und auf die Serie selbst bezogen und der Gaststar, der mit seiner Umstrittenheit Aufmerksamkeit heischt, reißt die Handlung nicht an sich, sondern erscheint nur für einen einzigen Witz.“) TIME-Kritiker James Poniewozik kommentierte, dass Fern der Heimat eine „all right“ („ordentliche“) Episode war, die sich nicht in gezwungenen Witzen verfilzte. Poniewozik denkt an die mit Ende der 1990er sinkende Qualität von Die Simpsons, fügte aber hinzu, dass „a few moments made me bark out loud and realize why I loved the show in the first place.“ („ein paar Momente mich lauthals lachen ließen und daran erinnerten, wieso ich die Sendung überhaupt liebe.“)